# П'єр Монді
П'єр Монді (фр. Pierre Mondy, справжнє прізвище П'єр Кюк фр. Pierre Cuq; нар. 10 лютого 1925, Нейї-сюр-Сен — пом. 15 вересня 2012, Париж) — французький кіно та театральний актор та режисер.

## Життєпис
П'єр Монді народився 10 лютого 1925 року в Нейї-сюр-Сен. Ранні роки Навчався в ліцеї «Лаперуз д'Альба», отримав ступінь бакалавра. Закінчивши Курси Симона, на які він записався у 1946 році.

## Кар'єра
Починав свою кар'єру дублером у театрі в 1948 році, на його рахунку ролі та постановки у 60-ти п'єсах. У 1949 році отримав невелику роль у фільмі «Побачення в липні».
Дебютував в кіно у віці 24-х років. Міжнародне визнання отримав у 1960 році після ролі Наполеона Бонапарта в картині «Аустерліц» режисера Абеля Ґанса, де його партнерками були Мартіна Кароль, Клаудія Кардинале, Леслі Карон.
У середині 1960-х років П'єр Монді вже перебував у числі провідних акторів французького кінематографа.
П'єр Монді виявився одним з найбільш плідних театральних режисерів Парижа. Поставив кілька телефільмів. Знімався в кіно-і телефільмах у Франції, Італії, Швейцарії, Великій Британії, Канаді.

## Фільмографія
- 1949 — «Побачення в липні» / Rendez-vous de juillet / епізод
- 1950 — «Втрачені сувеніри» / Souvenirs perdus / епізод
- 1950 — «Колишні із Сен-Лу» / Les Anciens de Saint-Loup / Пюї-Тірежольс
- 1951 — «Адреса невідома» / Sans laisser d'adresse / Форестьє
- 1951 — «Віктор» / Victor / викрадений
- 1953 — «Капітан Бовдур» / Capitaine Pantoufle / епізод
- 1955 — «Злочин і покарання» / Crime et chatiment / Порфирій Петрович
- 1956 — «Незначні люди» / Des gens sans importance / Берті
- 1957 — «Бережіться, дівчатка!» / Méfiez-vous, fillettes! / Тоніо
- 1957 — «Не спійманий-не злодій» / Ni vu, ni connu / Блюетт
- 1959 — «Дорога школярів» / Le Chemin des écoliers / Лулу
- 1959 — «Слабкі жінки» / Faibles femmes / Андре
- 1960 — «Аустерліц» / Austerlitz / Наполеон Бонапарт
- 1960 — «Справа однієї ночі» / L'affaire d'une nuit / Антуан Фіск
- 1960 — «Граф Монте-Крісто» / Le Comte de Monte-Cristo / Кадрусс
- 1963 — «На край світу» / Jusqu'au bout du monde / П'єр
- 1965 — «Вбивця у спальному вагоні» / Compartiment tueurs / комісар поліції
- 1967 — «Ніч генералів» / La Nuit des généraux / Копатскі
- 1969 — «Називайте мене Матильда» / Appelez-moi Mathilde / епізод
- 1973 — «Заборонені священики» / Prêtres interdits / Поль
- 1977 — «Остання зупинка перед Руассі» / Dernière sortie avant Roissy / Марліс
- 1979 — «Чоловік у 50 років» / Demons of the South / Франсуа
- 1979 — «Південні демони» / Démons de midi / Франсуа
- 1992 — «Спрут 6: Остання таємниця» / La Piovra 6: L'ultimo segreto / Бренно
- 1994 — «Улюблений син» / Le Fils préféré / лихвар-стоматолог
- 2003 — «Прекрасна Рита» / Lovely Rita, sainte patronne des cas désespérés / Марсель
- 2005-2008 — «Комісар Кордье» / Commissaire Cordier / комісар Кордье
- 2008 — «Графиня де Монсоро» / La Dame de Monsoreau / барон де Морідор
- 2008 — «Чоловік та його собака» / Un homme et son chien / епізод

## Особисте життя
П'єр Монді був одружений чотири рази. Його дружинами були акторки: Клод Жансак, Паскаль Робертс, Енні Фурн'є та Кетрін Аллар. У шлюбі з Енні Фурн'є було двоє дітей: Лоран (нині працює сценаристом на телебаченні) і Анн.
У липні 2009 року П'єр Монді був госпіталізований, лікарі поставили йому діагноз лімфома, яку були вилікували в лютому 2010 року. Помер П'єр Монді 15 вересня 2012 року, в паризькій лікарні Піт'є-Сальпетрієр, від рецидиву лімфоми.
Похорон відбувся 20 вересня 2012 року в Нейї-сюр-Сен, де П'єр Монді був похований на місцевому цвинтарі.